# 환승 정차 구역

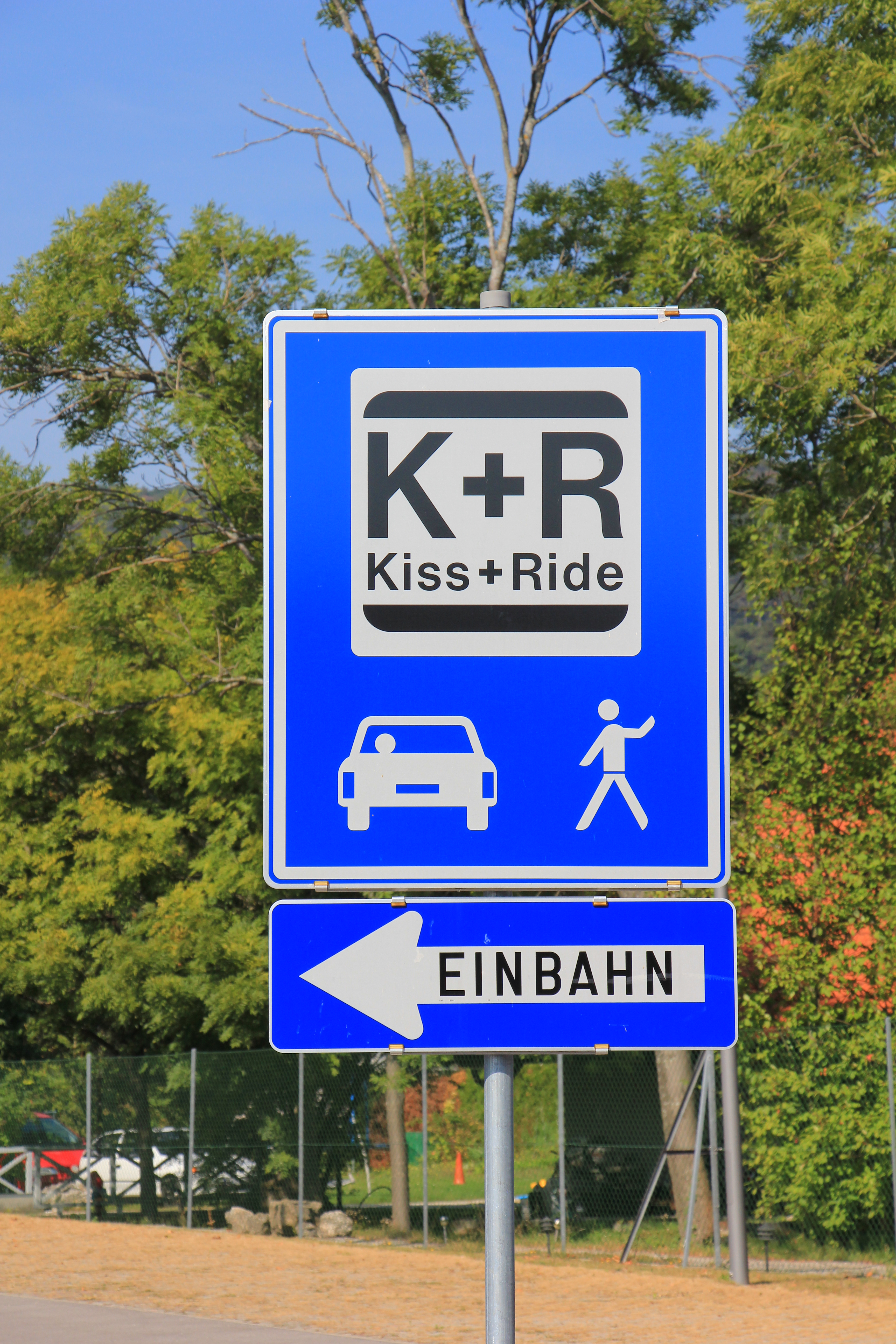
환승 정차 구역(K+R) 표지판

환승 정차 구역(換乘停車區域)은 승용차 운전자가 대중교통으로 환승하는 여행자를 배웅하거나, 대중교통에서 내린 여행자를 마중하는 곳이다. 집에서 승용차를 타고 와서 대중교통 수단으로 환승하는 경우, 환승 정차 구역에서 운전자는 내리지 않고 같이 타고 온 여행자(대중교통 이용자)만 내린다. 대중교통 수단을 타고 온 여행자를 승용차에 태워서 집으로 돌아가기 위해 운전자가 환승 정차 구역에 정차하기도 한다.

## 명칭
"환승 정차 구역"은 영어 "키스 앤드 라이드(kiss and ride)"의 순화어이다. "K+R"라 쓰기도 한다.